# Nova Deca
Nova Deca (рус. Новые дети) — песня cербской группы Балканика. Песня была издана в цифровом формате и добавлена 11 апреля 2018 года. Её авторами являются Саня Илич, Таня Илич и Даница Крстч.
Песня представляет собой сочетание торлакского диалекта юго-западной Сербии со стандартным сербским языком; используется танцевальный бит, традиционный вокал и флейта соединяются с современным пением.

## Евровидение
Песня стала абсолютным лидером национального отбора: на первое место их поставили и члены жюри, и зрители. Песня представляла Сербию на конкурсе песни «Евровидение-2018» в Лиссабоне, Португалия. Финал конкурса «Евровидение» прошел 12 мая, где песня заняла 19-е место.